# Marcel Capiomont
Marcel Capiomont, né le 8 novembre 1909 à Besançon (Doubs) et mort en action le 5 septembre 1944 à Montferrand-le-Château, est un résistant français.
Il rejoint les Forces françaises de l'intérieur, étant actif dans le groupe Ognon-Doubs à Mazerolles-le-Salin. Alors que la Libération de Besançon s'engage, il est capturé et assassiné par les nazis en même temps que Henri Angonnet et André Brenot,. Il fut reconnu Mort pour la France, interné et déporté résistant, homologué FFI, récipiendaire de la Médaille de la Résistance à titre posthume le 25 février 1958, cité à Besançon à Notre-Dame de la Libération, au monument aux morts, au Livre d’Or des habitants Morts pour la France, ainsi qu'à Mazerolles-le-Salin et Montferrand-le-Château aux monuments aux Morts.